# Раковицкое восстание

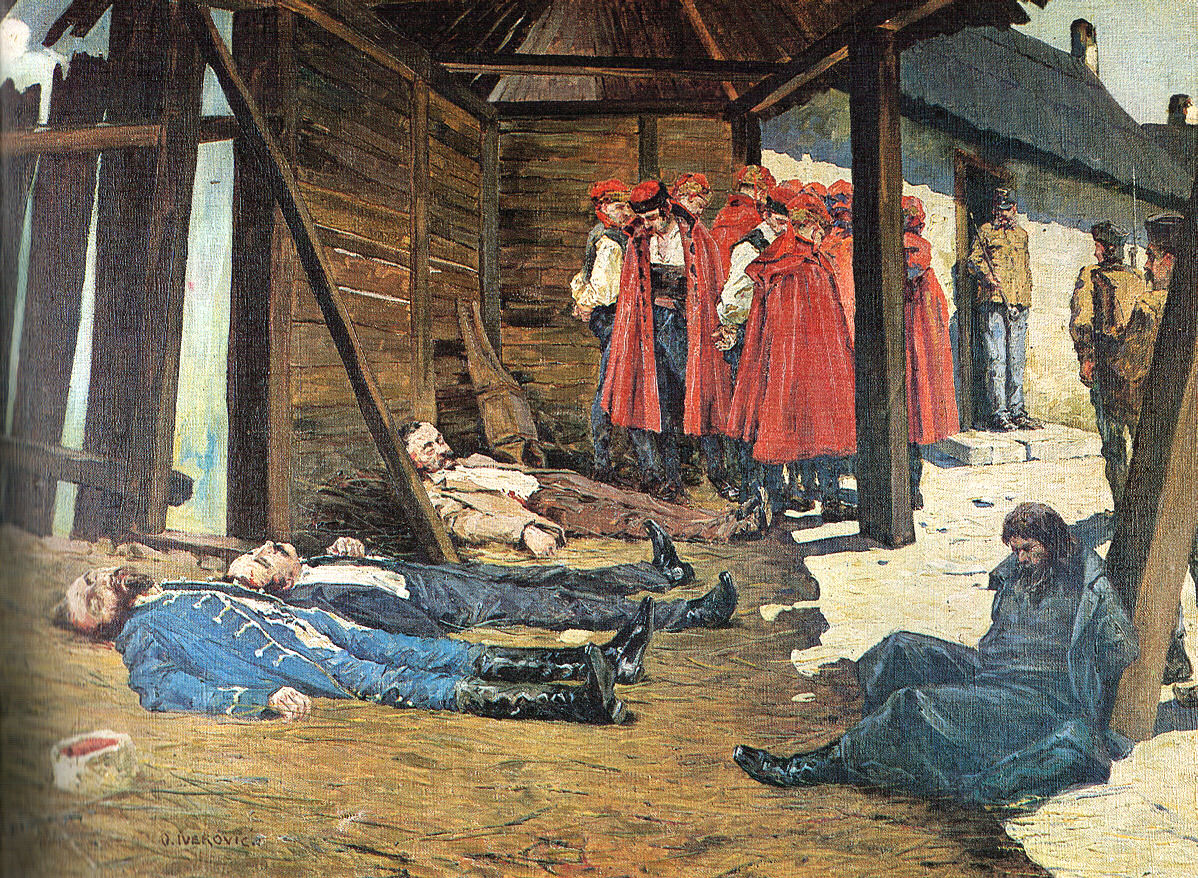
Убийство в Раковице (Смерть Эугена Кватерника) кисти художника О. Ивековича

Раковицкое восстание (хорв. Rakovički ustanak) — вооруженное восстание в октябре 1871 года под руководством хорватского политика Эугена Кватерника против властей Австро-Венгрии, первая попытка провозглашения хорватской государственности. Восстание, названное по местечку Раковица в юго-центральной части Хорватии, где оно началось, длилась всего четыре дня и закончилась поражением хорватских повстанцев.
Хорватия в то время была частью Австро-Венгрии.

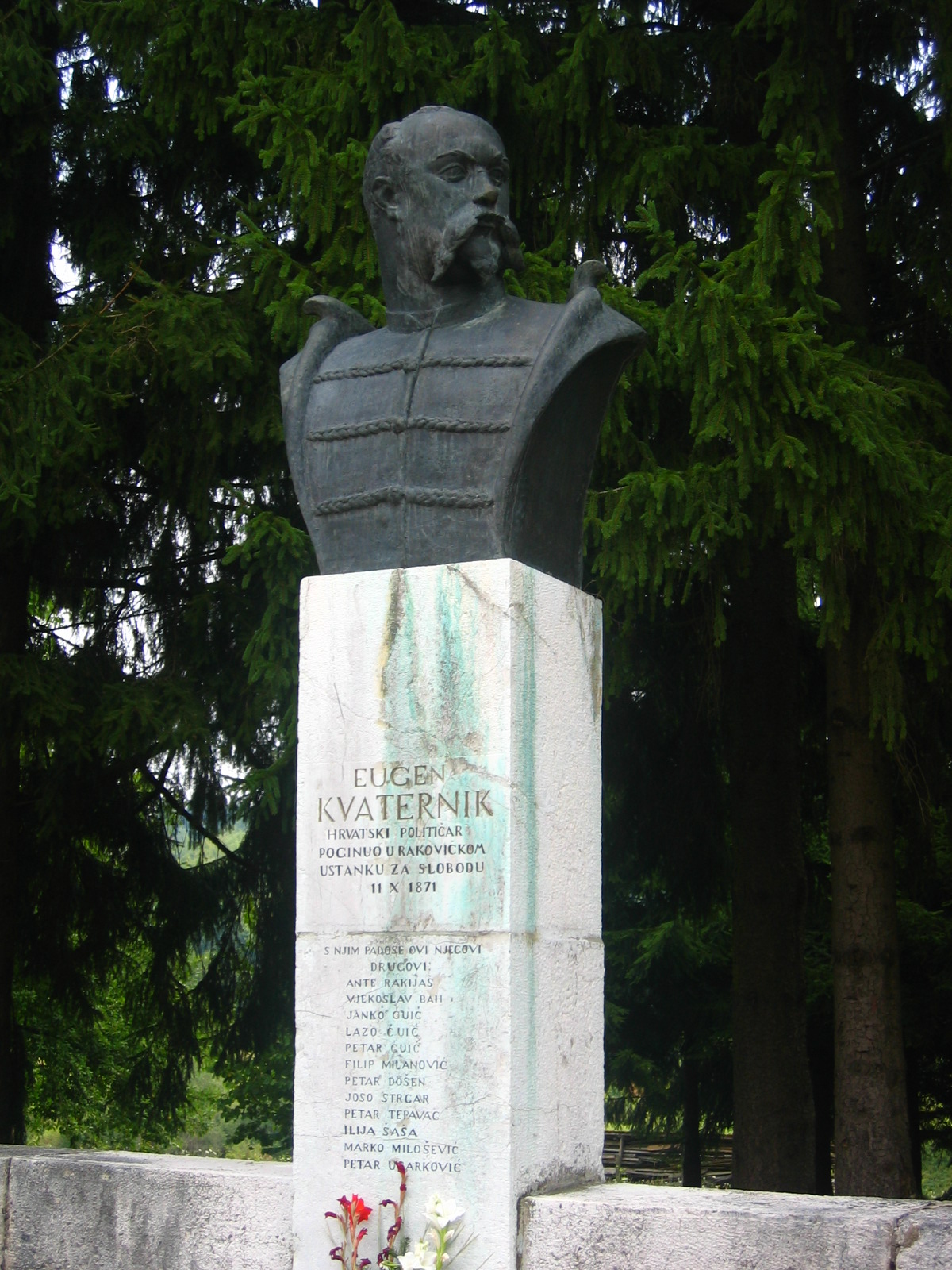
Памятник Эугену Кватернику в Раковице

В ноябре 1871 г. Эуген Кватерник и несколько членов Хорватской партии права, не соглашаясь в том числе и с официальной политикой собственной партии, попытались воспользоваться недовольством военно-административной политикой Вены в среде «граничар» — австрийских пограничников хорватского и сербского происхождения, проживавших в военных поселениях на границе с Османской империей (частью которой в то время являлись автономное княжество Сербия, а также Босния и Герцеговина) и начали восстание. Восставшие провозгласили следующие цели:
- Освобождение хорватов от австрийского и венгерского притеснения.
- Провозглашение независимой Хорватии.
- Всеобщее равенство перед Законом.
- Муниципальное самоуправление.
- Упразднение Военной границы и образование свободных жупаний.
- Уважение ко всем религиям.

Руководителям восстания удалось поднять несколько сотен «граничар» на вооруженную борьбу и сформировать Временное народное хорватское правительство (Privremenа narodnа hrvatskа vladа) в местечке Раковице. Показательно, что среди его последователей, принявших самоназвание «усташей» и впервые выступивших под хорватским национальным знаменем с бело-красными геральдическими «шаховницами» короля Томислава, были как этнические хорваты, так и сербы. Последних Кватерник считал «природными союзниками хорватов в борьбе против австрийско-швабской тирании Габсбургов и мадьярско-дворянской доминации». Однако быстрая реакция австро-венгерских военных властей, бросивших на подавление Раковицкого мятежа регулярный пехотный полк и жандармерию, положила конец этой первой попытке провозглашения хорватской государственности.
Эуген Кватерник с несколькими соратниками погиб в бою, многие «усташи» были схвачены и приговорены военным судом к расстрелу или длительным срокам заключения, а уцелевшие бежали в Сербию.